# Markowa Skała
Markowa Skała – skała we wsi Suliszowice w województwie śląskim, w powiecie myszkowskim, w gminie Żarki. Znana jest również pod nazwą Dziurawa Skała lub Samcowizna. Znajduje się na Wyżynie Częstochowskiej w obrębie Wyżyny Krakowsko-Częstochowskiej.
Markowa Skała znajduje się wśród zarastających drzewami łąk po północno-wschodniej stronie zabudowań Suliszowic, w odległości około 220 m od głównej, asfaltowej drogi biegnącej przez wieś. Zbudowana z wapieni skała ma wysokość do 12 m, ściany połogie, pionowe lub przewieszone. Do grudnia 2019 roku wspinacze poprowadzili na niej 9 dróg wspinaczkowych o trudności od IV+ do VI.3+ w skali polskiej. Są też trzy projekty. Wszystkie drogi, poza drogą biegnącą rysą i projektami, mają stałe punkty asekuracyjne: ringi (r), spity, stanowiska zjazdowe (st) lub dwa ringi zjazdowe (drz). Większość to nowe drogi z 2018 r.

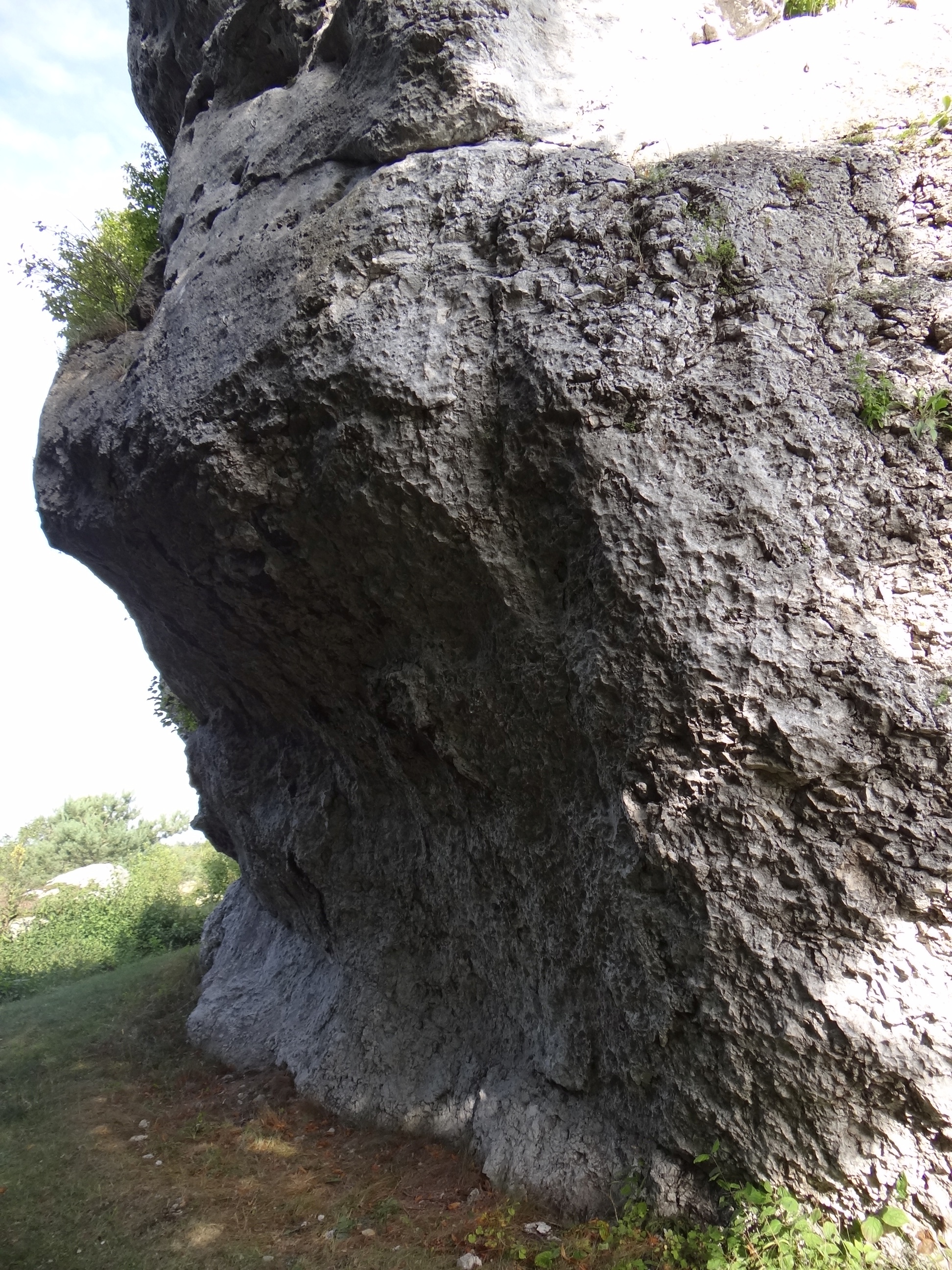
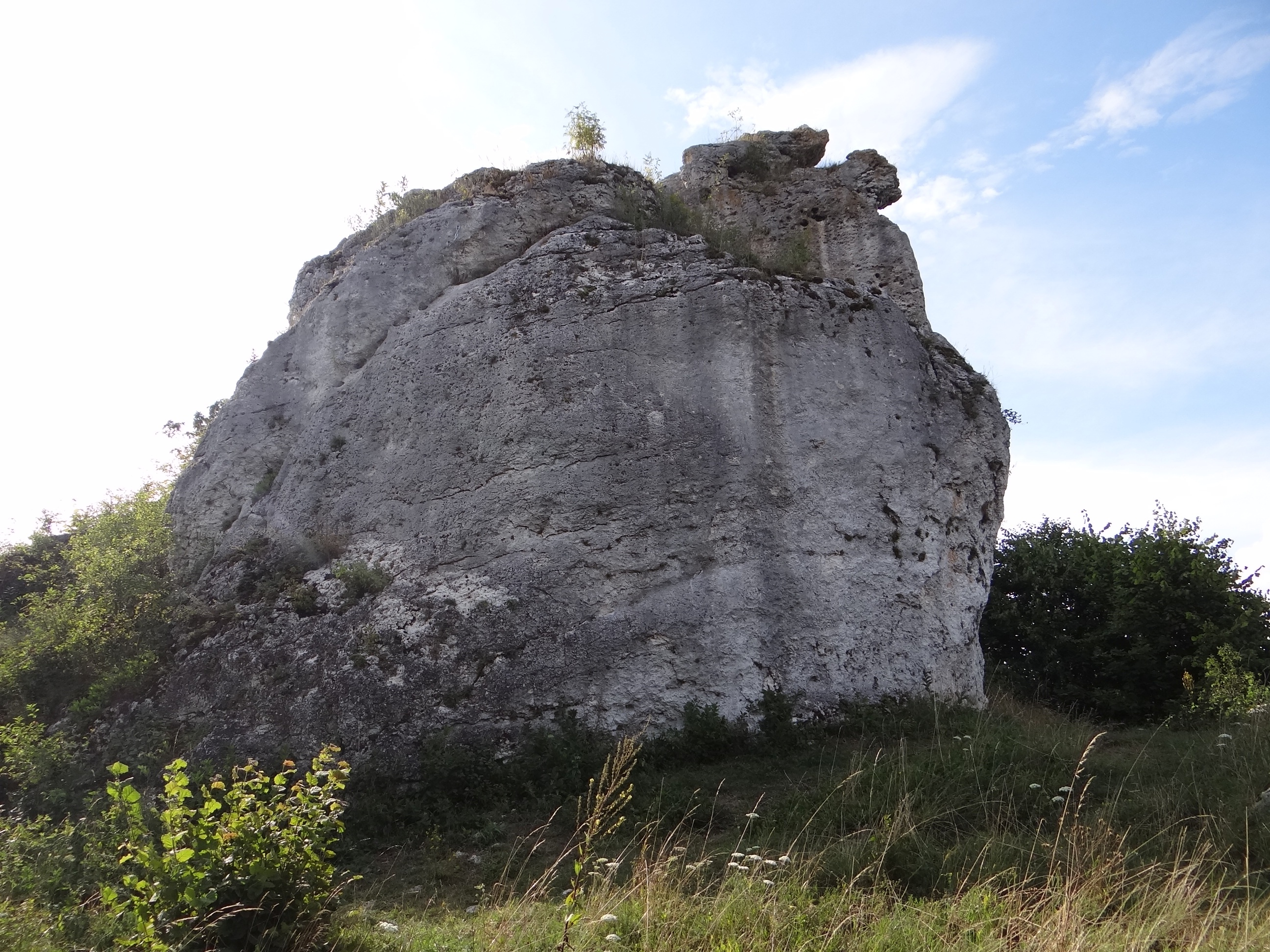
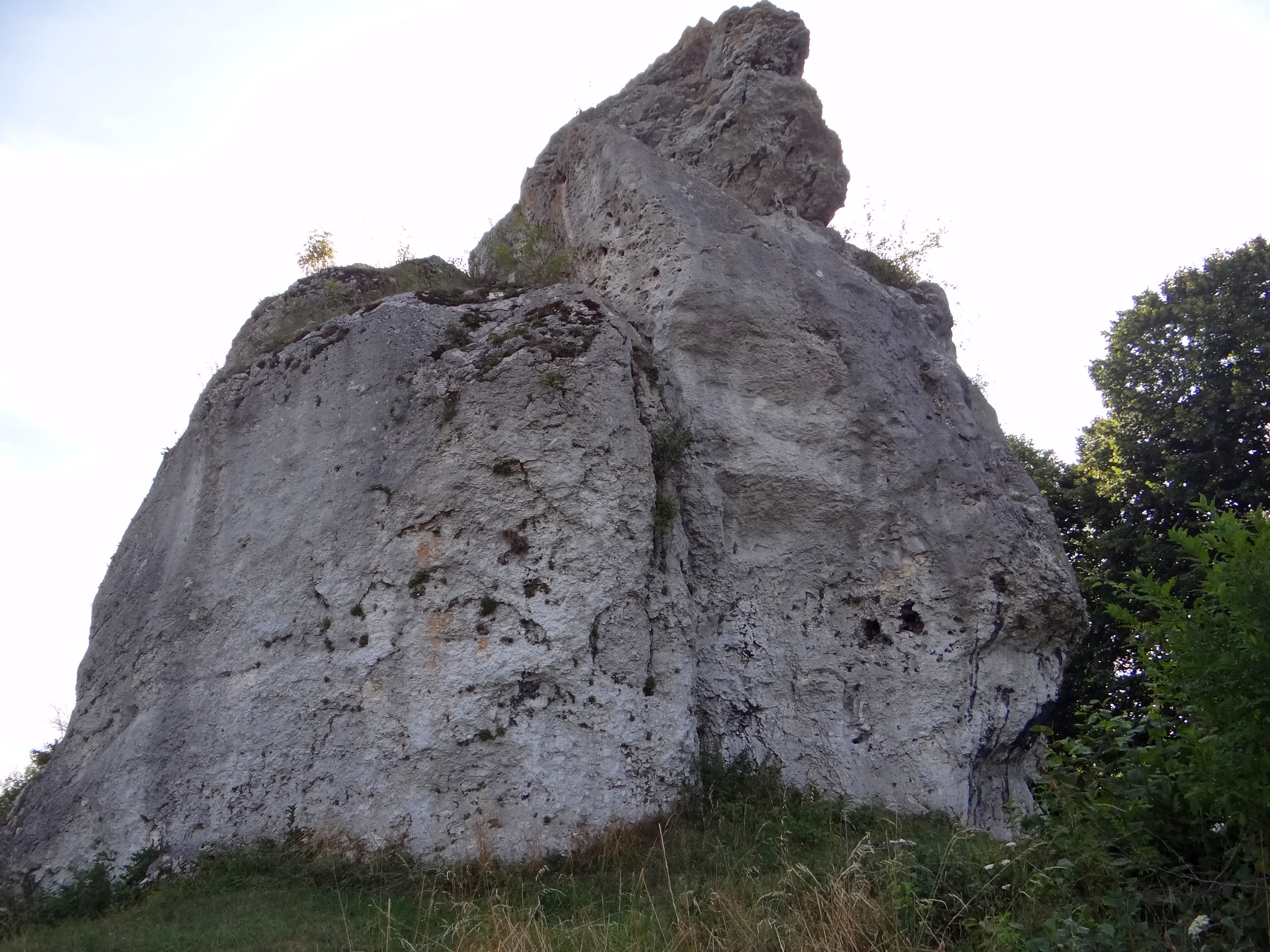
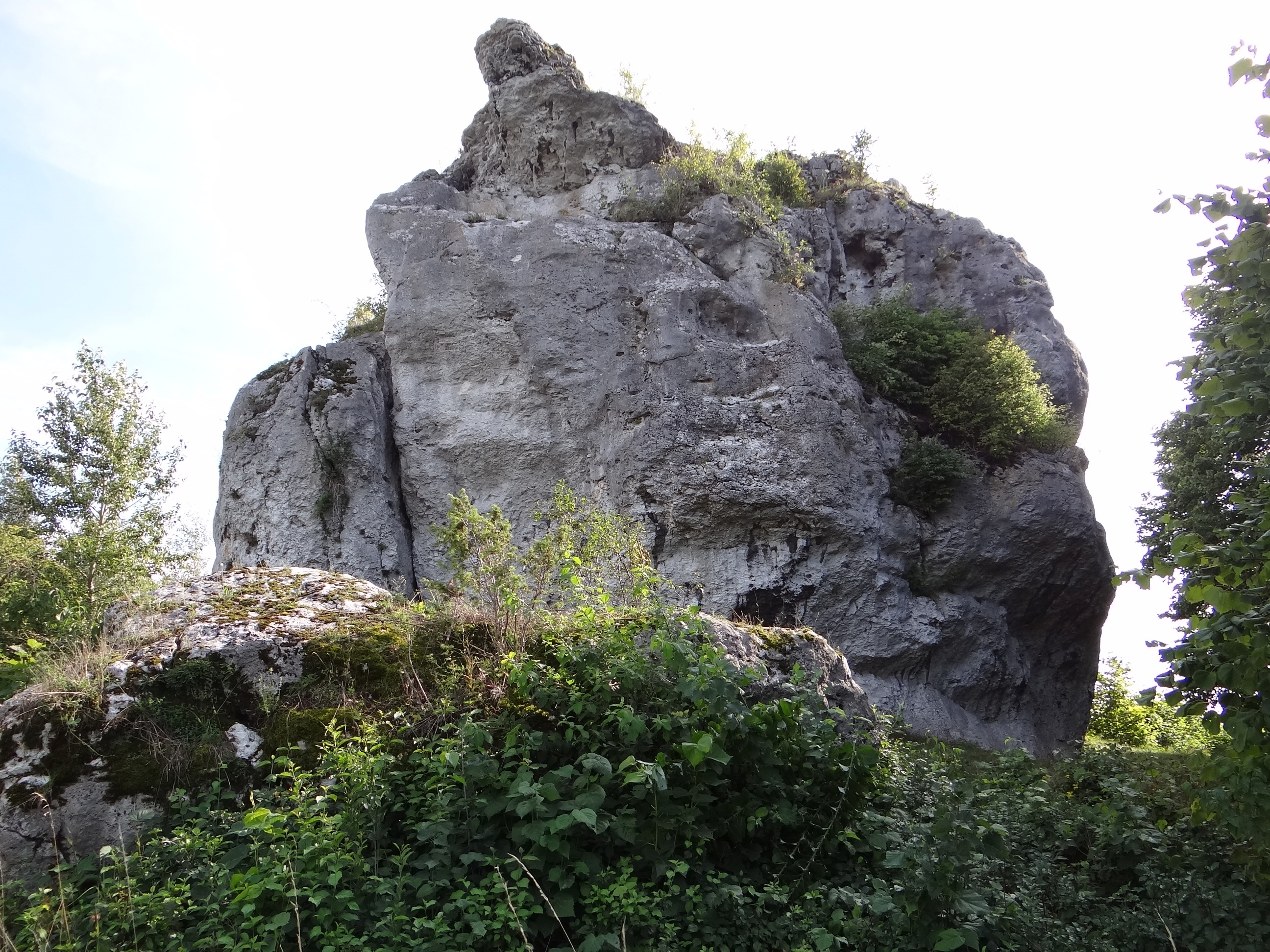
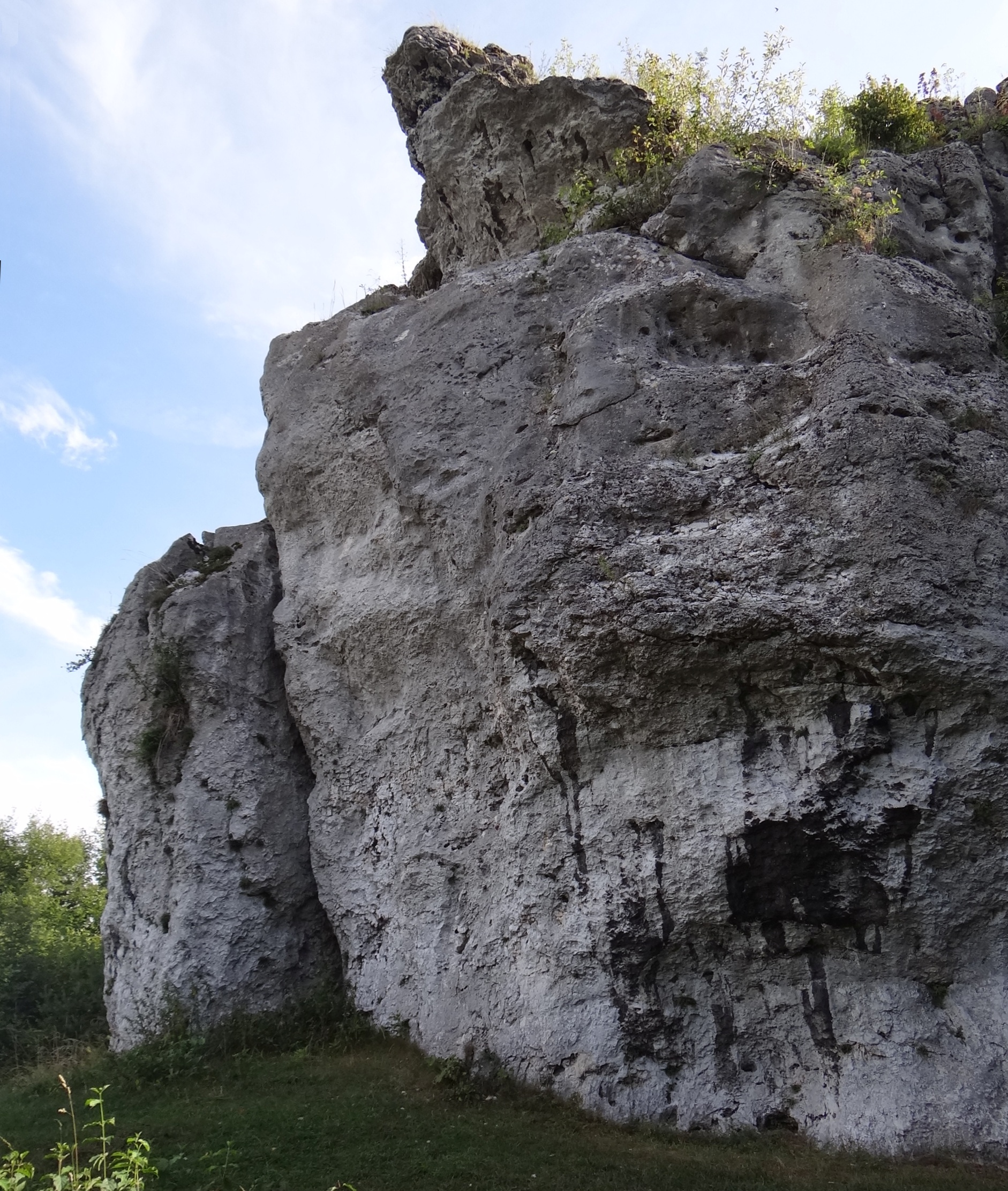
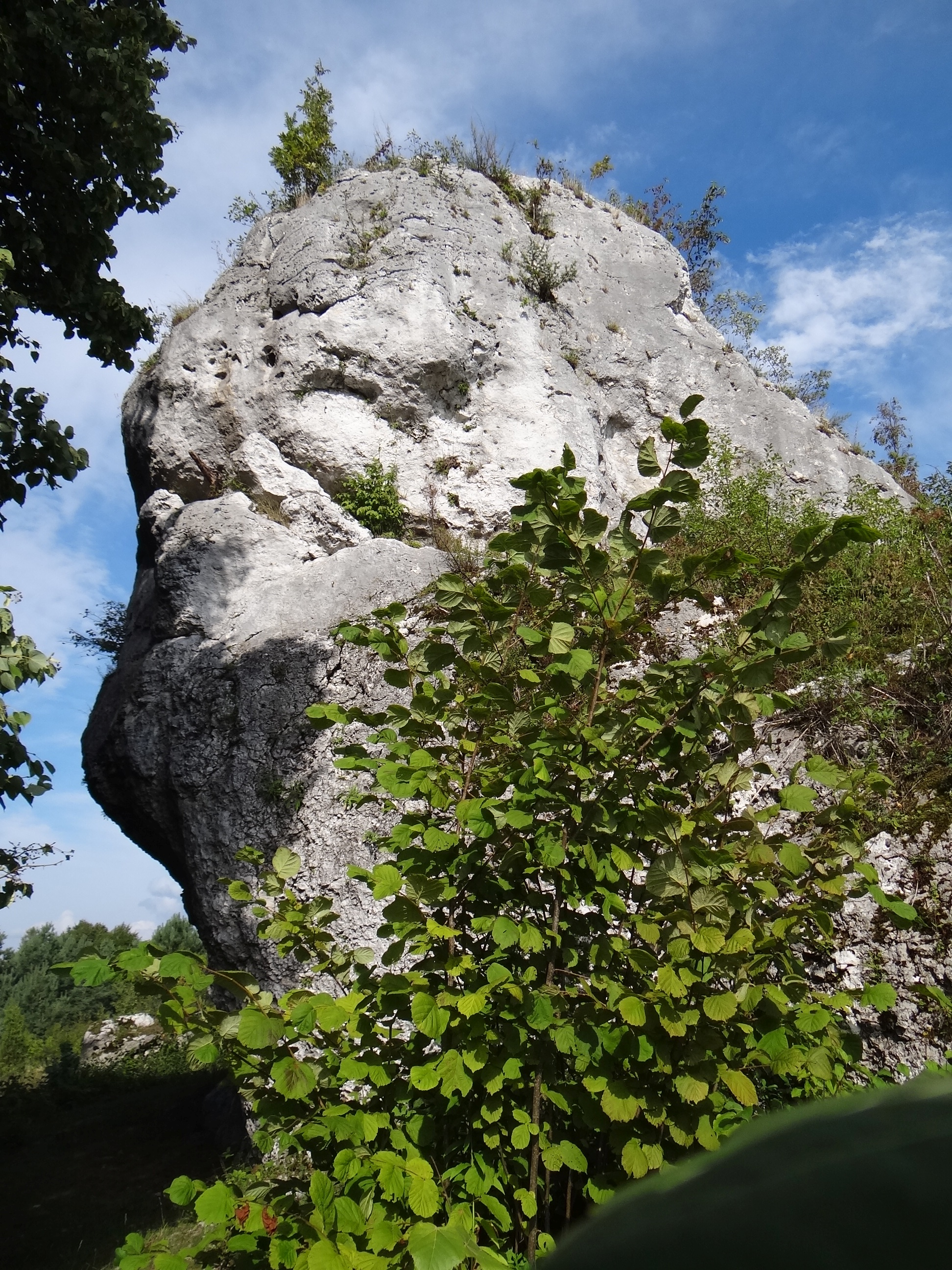

## Drogi wspinaczkowe
1. Filarek IV+, 3r + st, 8 m
2. Funiek V, 4r + s, 8 m
3. Babobok VI.1+, 3r + st, 8 m
4. Palcy ściek VI, 3r + st, 8 m
5. Rysa na Markowej V, 13 m
6. Gazy bojowe VI.3+, 5s + drz, 12 m
7. Pankowa rodzina VI+, 3r + 1s + drz, 11 m
8. Projekt (Aluth), 1r + 4s + drz, 12 m
9. Widzące myśli VI.2, 4s + dr, 11 m
10. Projekt, st
11. Wiader VI+, 3s + drz, 11 m
12. Projekt, st
13. Fakiówki na systemy VI+, 2r + 3s + s, 11 m
14. Pankówka w operetce IV+, 3r + 1s + st, 11 m[5]